# Raión de Pryluky
Raión de Pryluky (en ucraniano: Прилуцький район) es un raión o distrito de Ucrania en la óblast de Chernígov. La capital es la ciudad de Pryluky.
Comprende una superficie de 5214 km². Su territorio fue definido en 2020 mediante la fusión del territorio que hasta entonces tenía el raión de Pryluky con la propia ciudad de Pryluky (que hasta entonces no formaba parte del raión al estar constituida como ciudad de importancia regional) y los hasta entonces vecinos raiones de Ichnia, Sribne, Talaláyivka y Varva.

## Demografía
En 2022, el raión tenía una población de 149 401 habitantes.

## Subdivisiones
Tras la reforma territorial de 2020, el raión incluye once municipios: las ciudades de Pryluky (la capital), e Ichnia, los sélyshcha de Varva, Ladan, Lynóvytsia, Malá Divytsia, Parafiyivka, Sribne y Talaláyivka y los municipios rurales de Sujopolova y Yablunivka.

## Otros datos
El código KOATUU fue 7424100000. El código postal 17520 y el prefijo telefónico +380 4637.